# پوامک میلز، شهرستان پرینس ویلیام، ویرجینیا
پوامک میلز (به انگلیسی: Potomac Mills) یک منطقهٔ مسکونی در ایالات متحده آمریکا است که در شهرستان پرنس ویلیام، ویرجینیا واقع شده‌است. پوامک میلز ۵٬۶۱۴ نفر جمعیت دارد.